# Plutônio-242
Plutônio-242 é um isótopo do plutônio, ele é produzido quando um átomo de Pu-241 absorve um nêutron mas não sofre fissão nuclear, apesar da grande massa o Pu-242 tem uma grande meia-vida, cerca de 373 300 anos, não é fissil por nêutrons normais somente por nêutrons rápidos.

## Produção
O ciclo começa quando um átomo de Pu-239 captura um nêutron mas não sofre fissão, virando Pu-240, esse tambem captura um nêutron e se transforma em Pu-241, esse mesmo sendo fissil em 73% das vezes, também captura um nêutron, tendo como átomo final o Pu-242.